# Đỗ Phương Thuấn
Đỗ Phương Thuấn là một sỹ quan cao cấp Quân đội Nhân dân Việt Nam, hàm Thiếu tướng. Ông hiện là Đảng ủy viên, Phó Tư lệnh Quân khu 3.

## Tiểu sử và binh nghiệp
Thiếu tướng Đỗ Phương Thuấn quê ở xã Nhật Quang huyện Phù Cừ, tỉnh Hưng Yên.
Năm 2007, ông được bổ nhiệm giữ chức Trung đoàn trưởng Trung đoàn 242 (nay là Lữ đoàn 242), Quân khu 3
Năm 2009, ông được bổ nhiệm làm Phó Sư đoàn trưởng kiêm TMT Sư đoàn 395, Quân khu 3
Năm 2011, ông được bổ nhiệm là Sư đoàn trưởng Sư đoàn 395, Quân khu 3.
Ngày 7 tháng 11 năm 2013, Bộ trưởng Bộ Quốc phòng Phùng Quang Thanh có Quyết định số 4536 bổ nhiệm Đại tá Đỗ Phương Thuấn, Sư đoàn trưởng Sư đoàn 395 giữ chức vụ Chỉ huy trưởng Bộ Chỉ huy Quân sự tỉnh Quảng Ninh. Ông nhận bàn giao nhiệm vụ từ Thiếu tướng Vũ Hải Sản được bổ nhiệm làm Phó Tư lệnh Quân khu 3.
Ngày 16 tháng 8 năm 2016, Thủ tướng Chính phủ Nguyễn Xuân Phúc có Quyết định số 1069/QĐ-TTg bổ nhiệm Đại tá Đỗ Phương Thuấn, Chỉ huy trưởng Bộ Chỉ huy Quân sự tỉnh Quảng Ninh giữ chức vụ Phó Tư lệnh Quân khu 3. Đồng thời, ông cũng được Chủ tịch nước Trần Đại Quang thăng quân hàm Thiếu tướng. Ông bàn giao lại nhiệm vụ Chỉ huy trưởng Bộ Chỉ huy Quân sự tỉnh Quảng Ninh cho Đại tá Lê Đình Thương, Phó Chỉ huy trưởng Bộ Chỉ huy Quân sự tỉnh.
Hiện nay, ông là Phó Tư lệnh Quân khu 3 được giao phụ trách công tác kỹ thuật.